# Manchego

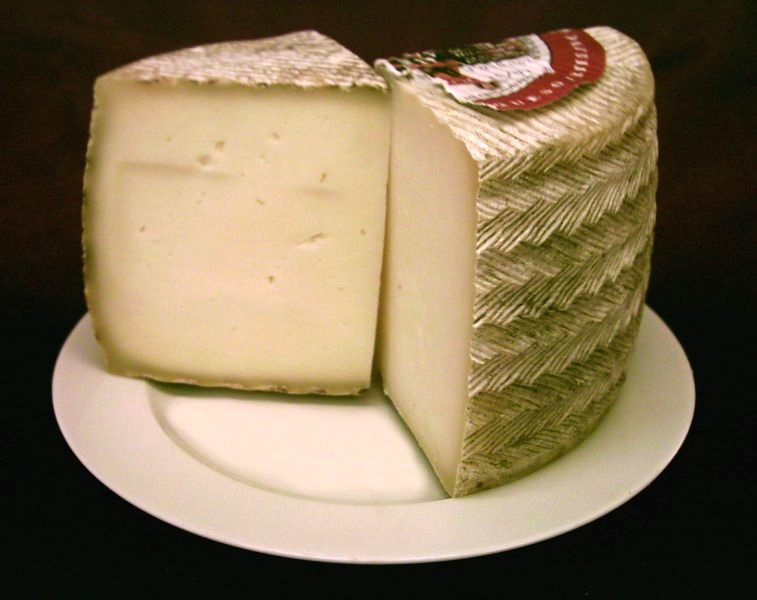
Manchego

Manchego är en spansk hårdost gjord på fårmjölk. Den tillverkas i provinsen La Mancha som gett den dess namn. Typiskt för Manchegon är halmmönstret i skorpan som finns kvar efter pressningen.
Osten lagras från två månader till två år. Den yngsta sorten kallas fresco, sen kommer semi-curado, curado, viejo och gran reserva.